# エイマンタス・スタニオニス
エイマンタス・スタニオニス（Eimantas Stanionis、1994年8月17日 - ）は、リトアニアのプロボクサー。カウナス出身。元WBA世界ウェルター級王者。

## 来歴

### アマチュア時代
2012年12月、AIBA世界ユース選手権にライトウェルター級（64kg）で出場し準々決勝で敗退した。 
2013年6月、ヨーロッパアマチュアボクシング選手権にウェルター級（69kg）で出場し1回戦で敗退した。同年10月、世界ボクシング選手権にウェルター級（69kg）で出場し2回戦で敗退した。
2015年8月、ヨーロッパアマチュアボクシング選手権にウェルター級（69kg）で出場し優勝した。同年10月、世界ボクシング選手権にウェルター級（69kg）で出場し3回戦で敗退した。
2016年8月、リオデジャネイロオリンピックにウェルター級（69kg）で出場し、2回戦でシャハラン・ギヤソフに敗退した。

### プロ時代
2016年12月19日、元ゴールデンボーイ・プロモーションズCEOのリチャード・シェーファーが率いるリングスター・スポーツと有力マネージャーのアル・ヘイモンと契約。
2017年4月9日、ロサンゼルスのノボでプロデビュー。
2021年4月10日、コネチカット州アンカシヴィレのモヒガン・サン・アリーナでWBA世界ウェルター級14位のトーマス・ドゥローメとWBA同級挑戦者決定戦を行い、12回3-0（117-111、116-112、115-113）の判定勝ちを収めスーパー王者のヨルデニス・ウガスへの挑戦権を獲得した。
2021年8月9日、ミネアポリスのミネアポリス・アーモリーで元WBA世界ウェルター級王者ルイス・コラーゾと対戦するが、偶然のバッティングで4回2分44秒無効試合に終わった。
2021年9月16日、WBAはウェルター級で団体内王座統一戦を行うように通達し、レギュラー王者ジャーマル・ジェームスとラジャブ・ブタエフで指名試合を行い、スーパー王者ウガスとスタニオニスが対戦した後に、それぞれの勝者で団体内王座統一戦を行うように指令を出した。しかし、その後WBAは方針を変更し、12月19日にウガスから要望が出されていたWBC・IBF世界ウェルター級王者エロール・スペンス・ジュニアと対戦する許可を与えた。押し出される形でスーパー王者ウガスと対戦できなくなったスタニオニスだがこのWBAの決定に同意した。
2021年10月、リチャード・シェーファーが率いるプロベラムと契約した。
2022年4月16日、テキサス州のAT&TスタジアムでWBA世界ウェルター級レギュラー王者ラジャブ・ブタエフと対戦し、12回判定勝ちで王座獲得に成功した。
2023年3月18日、バージル・オルティス・ジュニアとの対戦が予定されていたが、1月にスタニオニスが急性虫垂炎となり緊急手術を受けたため延期となった。
2023年4月29日、バージル・オルティス・ジュニアとの対戦が予定されていたが、オルティスの横紋筋融解症が再発したため延期になったことが3月29日に発表された。
2023年7月8日、バージル・オルティス・ジュニアとの対戦が予定されていたが、オルティスが失神して病院へ搬送されたため延期になったことが試合2日前の7月6日に発表された。これでオルティス・ジュニアとの試合は3度目の延期となった。
2024年5月4日、約2年ぶりに試合を行いネバダ州ラスベガスのT-モバイル・アリーナで行われたサウル・アルバレス対ハイメ・ムンギアの前座で、元WBA世界ウェルター級暫定王者でWBA世界ウェルター級4位のガブリエル・マエストレと対戦し、12回3-0（117-111、118-110、119-109）の判定勝ちを収め初防衛に成功した。
2024年8月30日、WBA世界ウェルター級スーパー級王者のテレンス・クロフォードが王座を返上したため、WBAはスタニオニスを同日付でレギュラー王者から正規王者に認定した。
2025年4月12日、ニュージャージー州アトランティック・シティのジム・ウィーラン・ボードウォーク・ホールでIBF世界ウェルター級王者のジャロン・エニスとWBA・IBF世界同級王座統一戦を行うも、6回終了時にスタニオニス陣営が棄権を申し入れたためプロ初黒星となるTKO負けを喫し王座統一とリングマガジン王座獲得に失敗、WBA王座から陥落した。

## 戦績
- プロボクシング：17戦 15勝 (9KO) 1敗 1無効試合

| 戦           | 日付           | 勝敗 | 時間    | 内容    | 対戦相手                       | 国籍             | 備考                                       |
| ------------ | -------------- | ---- | ------- | ------- | ------------------------------ | ---------------- | ------------------------------------------ |
| 1            | 2017年4月9日   | ☆    | 1R 2:35 | KO      | ラシェード・オラワレ・ラワル   | ナイジェリア     | プロデビュー戦                             |
| 2            | 2017年7月30日  | ☆    | 3R 0:50 | KO      | イサック・フリーマン           | アメリカ合衆国   |                                            |
| 3            | 2017年9月23日  | ☆    | 1R 1:44 | KO      | オスカー・ヴァレンズエラ       | アメリカ合衆国   |                                            |
| 4            | 2017年10月14日 | ☆    | 8R      | 判定3-0 | トッド・マヌエル               | アメリカ合衆国   |                                            |
| 5            | 2018年3月10日  | ☆    | 4R 1:50 | TKO     | ヘクター・ムニョス             | アメリカ合衆国   |                                            |
| 6            | 2018年6月16日  | ☆    | 3R 1:56 | TKO     | エリック・ダニエル・マルチネス | メキシコ         |                                            |
| 7            | 2018年8月24日  | ☆    | 8R      | 判定3-0 | レヴァン・グラミチャヴァ       | ジョージア       |                                            |
| 8            | 2019年3月9日   | ☆    | 8R      | 判定3-0 | サミュエル・フィゲロア         | プエルトリコ     |                                            |
| 9            | 2019年10月26日 | ☆    | 1R 2:11 | KO      | エヴィンチ・ディオン           | アメリカ合衆国   |                                            |
| 10           | 2019年12月21日 | ☆    | 3R 2:05 | KO      | フリオ・セサール・サンチェス   | ドミニカ共和国   |                                            |
| 11           | 2020年11月4日  | ☆    | 9R 2:53 | KO      | ジャスティン・デローチ         | アメリカ合衆国   |                                            |
| 12           | 2020年12月16日 | ☆    | 9R 0:45 | KO      | ジャネール・ゴンサレス         | コロンビア       |                                            |
| 13           | 2021年4月10日  | ☆    | 12R     | 判定3-0 | トーマス・ドゥローメ           | プエルトリコ     | WBA世界ウェルター級挑戦者決定戦            |
| 14           | 2021年8月7日   | –    | 4R 2:44 | NC      | ルイス・コラーゾ               | アメリカ合衆国   |                                            |
| 15           | 2022年4月16日  | ☆    | 12R     | 判定2-1 | ラジャブ・ブタエフ             | ロシア           | WBA世界ウェルター級タイトルマッチ          |
| 16           | 2024年5月4日   | ☆    | 12R     | 判定3-0 | ガブリエル・マエストレ         | ベネズエラ       | WBA防衛1                                   |
| 17           | 2025年4月12日  | ★    | 6R 終了 | TKО     | ジャロン・エニス               | アメリカ合衆国   | WBA・IBF世界ウェルター級王座統一戦 WBA陥落 |
| 18           | 2025年9月27日  | -    | -       | -       | ジャブラニ・マケンセ           | 南アフリカ共和国 | 試合前                                     |
| テンプレート |                |      |         |         |                                |                  |                                            |

## 獲得タイトル
- WBA世界ウェルター級レギュラー王座（防衛1=正規王座に認定）
- WBA世界ウェルター級王座（防衛0）